# Nitroglicerina (fàrmac)
La nitroglicerina, també coneguda com a trinitrat de gliceril, és un medicament que s'utilitza per a l'angina de pit, la insuficiència cardíaca, la pressió arterial alta, fissures anals, menstruació dolorosa. Es pren per boca, per sota de la llengua, aplicat a la pell o per injecció en una vena.
Els efectes secundaris comuns inclouen cefalea i pressió arterial baixa. La pressió arterial baixa pot ser severa. No és clar si l'ús durant l'embaràs és segur per al bebè. No s'ha d'utilitzar juntament amb medicaments els inhibidors de la fosfodiesterasa tipus 5 (com el sildenafil) a causa del risc de pressió arterial baixa. La nitroglicerina pertany a la família dels nitrats com a medicaments. Tot i que no està del tot clar el seu funcionament, es creu que funciona dilatant els vasos sanguinis.
La nitroglicerina es va escriure fins al 1846 i va entrar en ús mèdic el 1878. Es troba a la llista de medicaments essencials de l'Organització Mundial de la Salut. El cost a l'engròs al món en desenvolupament a partir del 2014 va ser de 0,06–0,22 dòlars americans per dosi per boca. La nitroglicerina com a fàrmac és una forma diluïda de la mateixa substància química utilitzada com l'explosiu, la nitroglicerina. La dilució fa que no sigui explosiva. El 2017, va ser la 143a medicació més prescrita als Estats Units, amb més de quatre milions de receptes.

## Comercialització
Es comercialitza a l'estat espanyol com a:
- Oral: Solinitrina, Trinispray, Cafinitrina
- Com a pegats: Dermatrans, Nitroderm, Cordiplast, Epinitril, Minitran, Nitrofix, Nitroplast, Trinipatch
- Pomada rectal: Rectogesic.